# مزرعة تشال تك باك (جرغلان)
مزرعة تشال تك باك (بالفارسية: مزرعه چال تک پک) هي مستوطنة تقع في إيران في قسم جرغلان الريفي. يقدر عدد سكانها بـ 245 نسمة بحسب إحصاء 2016.